# Forte de São Pedro de Jaraguá
O Forte de São Pedro de Jaraguá localizava-se na enseada onde hoje se inicia o cais do porto de Jaraguá, no centro histórico de Maceió, litoral do atual estado brasileiro de Alagoas.

## História
Segundo forte a ser erguido na província após as Invasões holandesas do Brasil (1630-1654), pelo governador Sebastião Francisco de Melo e Póvoas (1819-1822), o seu nome foi uma homenagem ao Príncipe Regente, posteriormente Imperador D. Pedro I (1822-1831). Embora SOUZA (1885) informe que se destinava à defesa do caminho de Maceió (op. cit., p. 89), destinava-se a cruzar fogos com o Forte de São João de Maceió, iniciado em 1819, na defesa do porto da cidade (GARRIDO, 1940:77).
Em faxina e terra (madeira, cf. GARRIDO, 1940:77), estava artilhado com 21 peças. O Comandante das Armas da Província de Alagoas, Coronel Joaquim Mariano de Oliveira Belo, em participação ao vice-Presidente em exercício da Província, Nóbrega de Vasconcelos, em 1828, comunicou a ruína desta estrutura defensiva. Em 1830, quando da inspeção das fortificações daquela Província, efetuada pelo Tenente-Coronel de Artilharia Francisco Samuel da Paz Furtado de Mendonça, este oficial observou que seriam necessários recursos da ordem de 12:543$760 réis para a sua recuperação, tendo em vista a regularidade com que ainda funcionava. O Ofício de 16 de fevereiro de 1832 do Presidente da Província, Manuel Lobo de Miranda Henriques (1831-1832), ao Ministério da Guerra, dando conta do estado das fortificações da Província, reportou que este forte, apesar de se encontrar em melhores condições que o vizinho Forte de São João, dispunha de nove peças de artilharia, embora apenas cinco se encontrassem montadas em seus reparos. O Ofício de 6 de agosto de 1834 do Presidente da Província, Vicente Tomás Pires de Figueiredo Camargo (1833-1834), ao Ministério da Guerra, informa que foram desarmados o Forte de São Pedro e o Forte do Espírito Santo, considerados inúteis e de dispendiosa manutenção, solicitando, para o atendimento às suas funções defensivas, um brigue de guerra em Jaraguá. Aparentemente transferida para o Ministério da Marinha, o seu Ministro, Conde de Lajes, insistiu para que se conservasse o Forte de São Pedro artilhado com quatro peças (18 de janeiro de 1837), tendo o Presidente da Província, Rodrigo de Sousa Silva Pontes (1836-1838), ponderado em resposta (junho de 1837) a impossibilidade da sua recuperação, tanto pela carestia dos materiais, quanto pela falta de técnicos para os planos necessários. Complementava que o Forte de São Pedro não guardava apropriadamente a barra de Jaraguá, sendo preferível, para esse fim, restaurar o vizinho Forte de São João (GARRIDO, 1940:77-78).
SOUZA (1885) cita uma informação do General Antônio Eliziário [Tenente-general graduado Antônio Elzeário de Miranda e Brito] de 1841, confirmando-lhe a ruína, e atribuindo-lhe apenas sete peças. Mas esclarece que o Mapa de Fortificações do Império de 1847 apresenta-o como demolido, tendo estado armado com vinte e uma peças (op. cit., p. 89).
Já no período republicano, à época do governo do Marechal Floriano Peixoto (1891-1894), cogitou-se erguer nova fortificação no local. Para esse fim, teria se chegado a armazenar materiais num barracão onde onde mais tarde seria instalada a Escola de Aprendizes Marinheiros, e onde de localizava a sede da Capitania dos Portos de Alagoas em 1940 (GARRIDO, 1940:78). O mesmo autor cita que, em 1925, o Capitão-de-Corveta Enéas Ramos, comandante da Escola de Aprendizes Marinheiros, ao proceder obras de nivelamento do terreno a NE desse edifício, para a abertura de um campo de esportes, encontrou vestígios da antiga fortificação (op. cit., p. 78).
BARRETTO (1958) confirma que, à época (1958), o local abrigava a sede da Capitania dos Portos de Alagoas (op. cit., p. 159-161).